# شین سملتز
شین سملتز (انگلیسی: Shane Smeltz؛ زادهٔ ۲۹ سپتامبر ۱۹۸۱) یک بازیکن فوتبال اهل نیوزیلند است.
وی همچنین در تیم ملی فوتبال نیوزیلند بازی کرده‌است.